# Етика, що фокусується на стражданні
Етика, що фокусується на стражданні — це етичні позиції, які надають моральний пріоритет зменшенню страждань. Це означає, що вони надають більшу перевагу зменшенню страждань, ніж сприянню задоволення, щастя чи іншим речам, які людина може вважати цінними. Згідно з деякими етичними поглядами на страждання, люди повинні зосереджуватися виключно на зменшенні страждань, яким можна запобігти. Інші погляди можуть включати додаткові функції, такі як запобігання іншим знеціненням або сприяння іншим позитивним цінностям, надаючи пріоритет зменшенню страждань, яким можна запобігти, над ними.

## Різні етики, що фокусуються на стражданні
"Етика, що фокусується на стражданні" - це загальний термін, що охоплює різні нормативні позиції, які мають спільний елемент - надання пріоритету стражданню. Попри те, що всі ці доктрини поділяють цю спільну загальну мету, вони висувають різні вимоги щодо того, як ми повинні діяти.  Прикладом таких поглядів є негативний консеквенціалізм, який стверджує, що ми повинні мінімізувати страждання, оскільки ситуація стає кращою, коли в ній менше страждань. Різновидом негативного консеквенціалізму є негативний утилітаризм - погляд, згідно з яким ми повинні прагнути до того, щоб спричинити якнайменше сукупних страждань, підсумовуючи страждання всіх людей як такі, що мають однакову цінність (незалежно від того, чиї це страждання).
Інші погляди, що фокусуються на стражданнях, можуть бути деонтологічна етика, яка натомість стверджує, що ми маємо причини, пов'язані з відношенням до суб'єкта, коли зменшуємо страждання. Вони стверджують, що зменшення страждань має пріоритет над іншими моральними цілями у всіх випадках. Цей моральний імператив буде переважати в усіх випадках, незалежно від того, покращує чи погіршує це ситуацію. Врешті-решт, можна також стверджувати, що ми повинні мати схильності в нашому характері, щоб поводитися так, щоб зменшувати страждання.
Етику, що фокусується на стражданні, раніше називали "негативною", оскільки вважають, що зменшення негативного є більш важливим, ніж просування того, що має позитивну цінність.   Цей термін продовжує використовуватися для позначення таких позицій, як негативний консеквенціалізм, негативний пріоритетизм або негативний утилітаризм. Однак використання терміна «етика, що фокусується на стражданні» зросло у XXI столітті, оскільки він більш прямо та чітко інформує про погляд, який він позначає. Етика, що фокусується на стражданні, яка є деонтологічною або апелює до моралі (наприклад, етика турботи), не називається терміном «негативна».
Різні етики, що фокусуються на стражданнях, можна також розрізняти залежно від того, наскільки вони залишають місце для розгляду цінностей, відмінних від зменшення страждань, і наскільки вони є важливими стосовно останнього. Згідно з деякими етиками, що фокусуються на стражданнях, у світі немає позитивних речей, а є лише негативні. Інші погляди, однак, визнають, що існують речі, які мають позитивну цінність, але лише до тих пір, поки вони уникають того, від чого ми страждаємо.
Інші погляди, так звані ліберальні, стверджують, що жодна кількість інших цінностей не може бути важливішою за зменшення страждань (лібералізм у теорії цінностей — це погляд, згідно з яким певні цінності мають перевагу над іншими цінностями). Помірні погляди натомість вважають, що, хоча зменшення страждань є важливішим за інші цінності, може існувати певна сукупність інших цінностей, просування яких може виявитися важливішим, ніж зменшення певної кількості страждань.

## Аргументи на користь етики, що фокусується на стражданнях
Деякі філософи підтримують погляди, що фокусуються на стражданнях, оскільки вважають, що це єдині погляди, які можуть розв'язувати певні проблеми в галузі популяційної етики, зокрема асиметрію. Згідно з цією асиметрією, ми не зобов'язані створювати людей, від яких ми можемо очікувати хорошого життя, але ми зобов'язані не створювати людей, від яких ми можемо очікувати поганого життя.   У відповідь на цю асиметрію можна погодитися з тим, що ми зобов'язані створювати щасливе життя, або погодитися з тим, що ми зобов'язані не створювати нещасне життя. Попри це, обидва варіанти, особливо останній, здаються вкрай суперечливими. Однак думка про те, що уникнення створення страждань має перевагу над сприянням щастю, дає нам дуже інтуїтивне розв'язання цієї проблеми. 
Асиметрія ілюструє властиву багатьом людям інтуїцію про те, що можна не намагатися приносити задоволення іншим, натомість обов'язковим є уникнення завдання їм страждань. Цю ідею також захищають, стверджуючи, що більшість з нас відкидає, що було б правильно принести невідомій людині задоволення, завдаючи іншому страждання, яке лише трохи менше за інтенсивністю або тривалістю.
Дехто стверджує, що існує якісна асиметрія, яка виправдовує пріоритетність зменшення страждань: страждання за своєю природою є нагальною проблемою, а у важких випадках — нестерпною. Водночас нейтральна відсутність задоволення або будь-якої іншої запропонованої внутрішньої цінності не є нагальною проблемою, яка потребує негайного "вирішення".  
Ще одним аргументом на користь зменшення страждань є те, що страждання, в тому числі й екстремальні, присутні у світі у величезній кількості та можуть бути легко зменшені, в той час, як щастя та екстремальне задоволення є набагато більш обмеженими і їх важко викликати. Цей погляд знаходить своє відображення в позиціях буддистів і філософів 19-го століття. 

## Дивитись також
- Антифрустраціонізм
- Антинаталізм
- Буддійська етика
- Викорінення страждань
- Негативний консеквенціалізм
- Негативний утилітаризм
- Біль (філософія)
- Больовий підхід (етична концепція Річарда Д. Райдера)
- Філософський песимізм
- Спесивізм
- Ризики страждання

## Читати ще
- Negative consequentialism. Animal Ethics. 2014.{{cite web}}:  Обслуговування CS1: Сторінки з параметром url-status, але без параметра archive-url (посилання)
- Alexander, Christopher (2014). Axioms of Morality and Ethics in Negative Utilitarianism. Reinvention: An International Journal of Undergraduate Research. BCUR 2014 Special Issue.
- Leighton, Jonathan (2011). The battle for compassion: Ethics in an apathetic universe. New York: Algora.
- Mayerfeld, Jamie (1996). The Moral Asymmetry of Happiness and Suffering. Southern Journal of Philosophy. 34 (3): 317—38. doi:10.1111/j.2041-6962.1996.tb00795.x.
- Mayerfeld, Jamie (1999). Suffering and Moral Responsibility. Oxford: Oxford University Press.
- Knutsson, Simon (2016). What Is the Difference Between Weak Negative and Non-Negative Ethical Views?.{{cite web}}:  Обслуговування CS1: Сторінки з параметром url-status, але без параметра archive-url (посилання)
- Vinding, Magnus (2020). Suffering-Focused Ethics: Defense and Implications. Copenhagen: Ratio Ethica.
- Suffering-focused ethics. Animal Ethics. 2021. Архів оригіналу за Apr 6, 2022. Процитовано 12 червня 2022.

## Зовнішні посилання
- Algosphere Alliance: Vision
- Center for Reducing Suffering (2020) Suffering-Focused Ethics, Research
- Center on Long-Term Risk: "How can humanity best reduce suffering?"
- Organisation for the Prevention of Intense Suffering
- Qualia Research Institute (2020) Suffering
- Suffering-Focused Ethics Resources